# Эдинбург Кэпиталс
«Эдинбург Кэпиталс» — шотландский хоккейный клуб из города Эдинбург. До 2018 года выступал в Британской элитной хоккейной лиге. Домашней ареной клуба является «Мюррейфилд».

## История

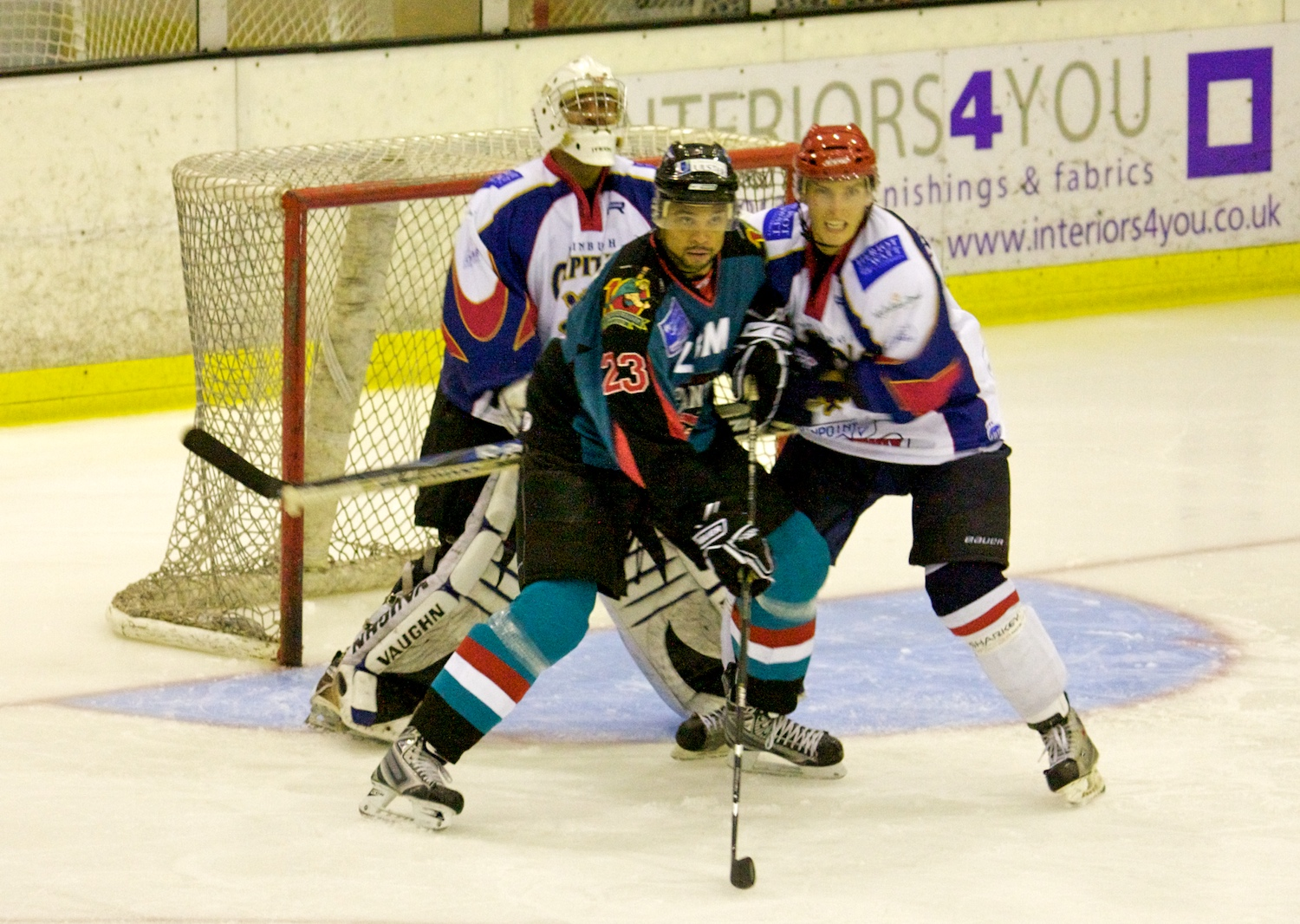
Кэпиталз против Белфаст Джайантс

Хоккейный клуб «Эдинбург Кэпиталс» был основан после расформирования команды «Мюррейфилд Ройалз», заменив их в БНЛ. Первые три года существования команды были малоуспешными: клуб боролся за выживание в чемпионате. В сезоне 2001/02 в команду пришли опытные хоккеисты, в частности, Джейсон Лафернье и Роланд Карлссон. Клуб занял 7-е место из 12-ти, а Лафернье набрал 88 очков по системе гол+пас в 44 матчах. «Кэпиталс» стал крепким середняком. Команда усилилась игроками из Чехии и Словакии. В сезоне 2003/04 клуб занял третье место в регулярном чемпионате БНЛ и стал полуфиналистом плей-офф. Сезон 2004/05 прошёл тяжело: на фоне ухода лидеров «Эдинбурга» клуб одержал только шесть побед в чемпионате, и, как следствие, занял последнее место, тем самым установив антирекорд в своей истории. В 2005 году была расформирована Британская национальная лига и образована новая, Элитная хоккейная лига. Клуб был принят в лигу, и с тех пор выступает в ней. В июне 2017 года главный тренером назначен украинец Дмитрий Христич, в бытность игрока отыгравший десять сезонов в НХЛ и дважды принимавший участие в Матчах звезд НХЛ.